# József Tóth (Fußballspieler, 1929)
József Tóth (* 16. Mai 1929 in Mersevát; † 9. Oktober 2017; ungarisch Tóth József, in Aufstellungen auch als Tóth II bezeichnet) war ein ungarischer Fußballspieler und nahm an der Fußball-Weltmeisterschaft 1954 teil.
Der im Mittelfeld und Sturm einsetzbare Spieler von Csepeli Vasas, heute als Csepel SC bekannt, spielte zwischen 1953 und 1956 12 Mal für die ungarische Fußballnationalmannschaft und erzielte dabei fünf Tore. Er nahm auch an der Weltmeisterschaft 1954 in der Schweiz teil. Dort kam er zweimal zum Einsatz, unter anderem auch im ersten Spiel gegen die Bundesrepublik Deutschland, wo er einen Treffer beim 8:3-Erfolg seiner Mannschaft beisteuerte. Im Finale wurde er nicht eingesetzt.
Er ist der jüngere Bruder von „Toth I“, Mihály Tóth, welcher ebenso mit Ungarn an der Weltmeisterschaft 1954 teilnahm. Er war der letzte lebende Spieler, der bei der Fußball-Weltmeisterschaft 1954 im ungarischen Aufgebot stand.